# 식민지식 복고 정원

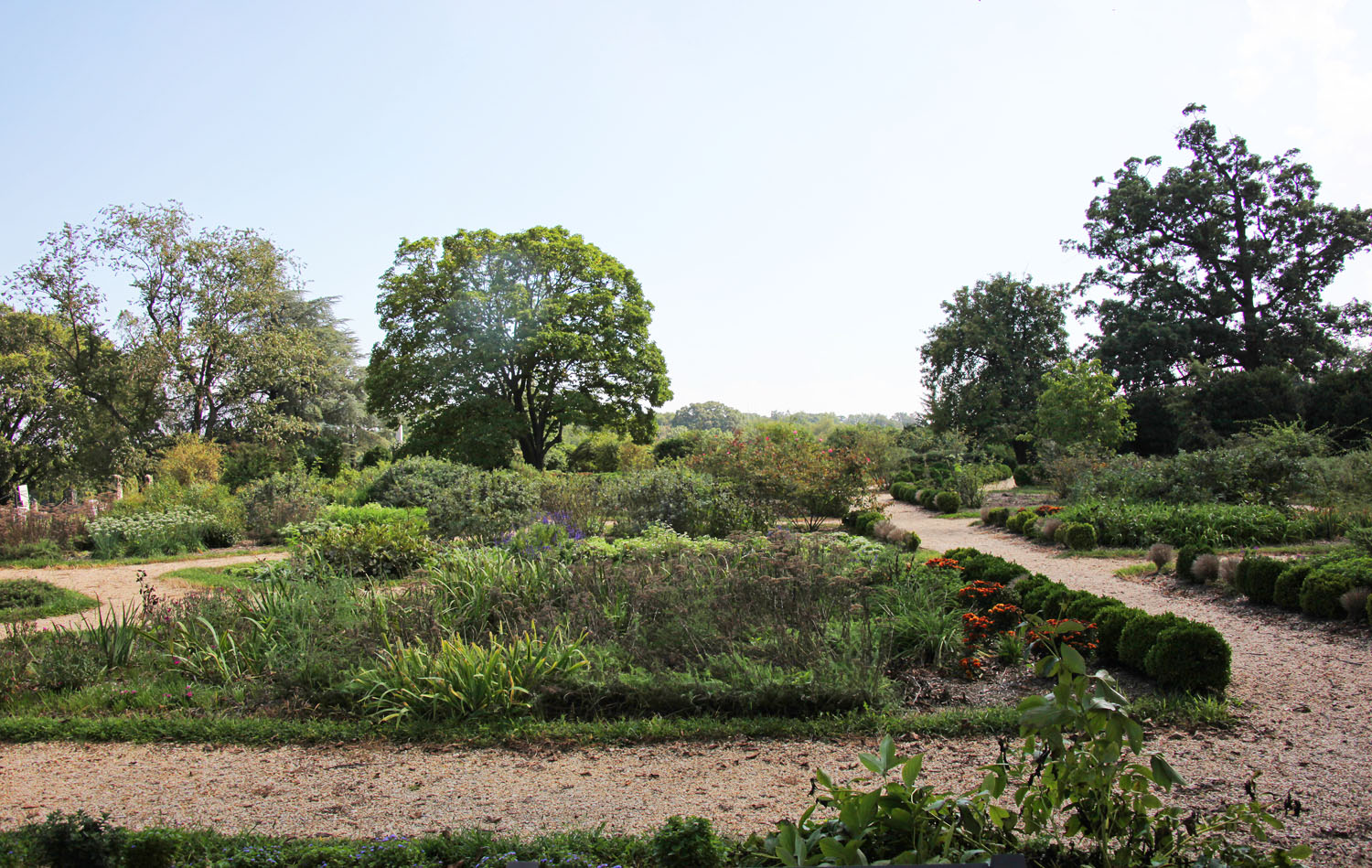
버지니아주 알링턴 국립묘지의 알링턴 하우스(로버트 E. 리 기념관)에 있는 식민지식 복고 꽃밭.

식민지식 복고 정원(Colonial Revival garden)은 미국의 식민지 시대의 전형적인 정원 디자인을 연상시키기 위한 정원 디자인이다. 식민지식 복고 정원은 단순한 직선형 화단, 정원을 통과하는 직선형(구불구불한 것이 아닌) 통로, 과일, 관상용 꽃 및 야채 그룹의 여러해살이 식물 대표된다. 정원은 일반적으로 낮은 벽, 울타리 또는 울타리로 둘러싸여 있다. 식민지식 복고 정원 가꾸기 운동은 미국 정원 가꾸기 운동의 중요한 발전이었다.